# Стагнація
Стагнація — депресія, застій, безрух, традиційна фаза економічного розвитку держав з ринковою економікою, для якої характерні певний спад ділової активності і кон'юнктури, незначне зростання безробіття та зниження цін. 
Стагнація періодично охоплює економіку тієї чи іншої країни і зазвичай, наступає за економічною кризою, хоча може бути і наслідком зумисних дій держави, пов'язаних з виведенням економіки зі стану «перегріву». Періодичність і тривалість стагнації не визначені. Стагнація долається за допомогою посилення державно-правового регулювання. Стагнація означає низькі темпи економічного зростання, тобто зменшення обсягу національного виробництва у поєднанні із циклічним безробіттям.
Стан стагнації був характерним для економіки США в 1930-х рр., для радянської економіки в кінці 80-х рр.
На думку економіста академіка Олега Богомолова, «саме стагнація радянської економіки дала перший поштовх Перебудові».

## Види стагнації
В економіці виділяють два види стагнації, «монополістичну» і «перехідну», різні за походженням, формами прояву і способами подолання.
Перший вид стагнації виникає в результаті панування монополістичних об'єднань, що усувають конкуренцію як двигун розвитку економіки; проявляється в тенденціях економічного застою, який охоплює насамперед галузь виробництва, в якій домінують монополії. Стагнація проявляється в депресивному характері виробництва, уповільненні інвестиційних процесів, хронічному недовантаженні підприємств, масовому безробітті. Відповідно до теорії стагнації (представники — американські економісти Дж. Стендл, П. Баран, П. Суїзі) стагнацію можна подолати широким впровадженням досягнень науково-технічного прогресу, зниженням витрат виробництва, найбільш повним використанням економічного закону максимізації монопольного прибутку. На підставі аналізу механізму накопичення капіталу прихильники теорії стагнації приходять до висновку про необхідність усунення суперечностей між бажанням отримати максимальний сукупний дохід і недостатніми можливостями його використання. Основними факторами вирішення цієї суперечності, на їхній погляд, є технічний прогрес, вивіз капіталу в інші країни, зростання купівельної спроможності населення.
Інший тип стагнації виникає в процесі переходу від командно-адміністративної до змішаної економіки і є наслідком економічних помилок урядів, ігнорування економічних законів. Зокрема, в економіці пострадянських держав у 90-х роках XX ст. стагнація проявилася в різкому спаді виробництва та інвестиційної активності, фізичному руйнуванні продуктивних сил, насамперед у науково-технічному та інтелектуальному потенціалі суспільства, а також знеціненні мотиваційних стимулів продуктивної праці. Криза охопила сферу фінансів, грошового обігу, особливо гострою була криза неплатежів. Через нестачу конкурентоспроможних товарів пострадянські країни не змогли швидко інтегруватися в систему міжнародного ринку. Одночасно був зруйнований народногосподарський комплекс колишнього СРСР, економічні зв'язки між галузями народного господарства.